# 三重県道141号鵜殿熊野線
三重県道141号鵜殿熊野線（みえけんどう141ごう うどのくまのせん）は、三重県南牟婁郡紀宝町から熊野市に至る一般県道である。通称はオレンジロード。

## 概要
南牟婁郡紀宝町鵜殿から熊野市井戸町に至る。
南牟婁郡紀宝町鵜殿の海沿いから山間部に入り、熊野市街地に至る道路である。

### 路線データ
- 起点：南牟婁郡紀宝町鵜殿（字平嶋1713番1地先[4]：平島交差点、三重県道35号紀宝川瀬線交点）
- 終点：熊野市井戸町（字井土355番1地先[4]：熊野警察署前交差点、三重県道34号七色峡線交点）
- 総延長：26.159 km

## 歴史
- 1970年（昭和45年） - 熊野地域が果樹広域濃密生産団地形成地域に指定されると同時に農道の建設が決まる[2]。
- 1983年（昭和58年）11月 - 43億8千万円をかけて「広域農道七里御浜地区」、通称オレンジロードとして開通した[2]。
- 1995年（平成7年）4月1日 - 三重県道141号鵜殿熊野線として路線認定を受けた[1]。

## 路線状況

### 通称・別名
この道路の大部分の区間である熊野市井戸町（三重県道141号終点） - 南牟婁郡紀宝町神内（こうのうち）間は広域農道として整備され、オレンジロードという愛称が与えられている。その名の通り、沿線の南牟婁郡御浜町付近ではみかん農園が立地する。

### 重複区間
- 三重県道35号紀宝川瀬線（南牟婁郡紀宝町大里 - 南牟婁郡紀宝町井内）
- 三重県道739号上市木市木停車場線（南牟婁郡御浜町大字上市木 - 南牟婁郡御浜町大字上市木・上市木交差点）

### 道路施設

#### トンネル
- 大里トンネル：延長1,031 m、1974年（昭和49年）竣工、南牟婁郡紀宝町 - 南牟婁郡御浜町
- 有井トンネル：延長691 m、1972年（昭和47年）竣工、熊野市

### 交通量
| 地点               | 平日12時間        | 平日24時間        |
| 地点               | 2005年度⇒2010年度 | 2005年度⇒2010年度 |
| ------------------ | ----------------- | ----------------- |
| 南牟婁郡紀宝町永田 | 1,051台⇒2,342台   | 1,356台⇒3,068台   |
| 熊野市有馬町       | 6,611台⇒7,874台   | 7,786台⇒8,938台   |

## 地理

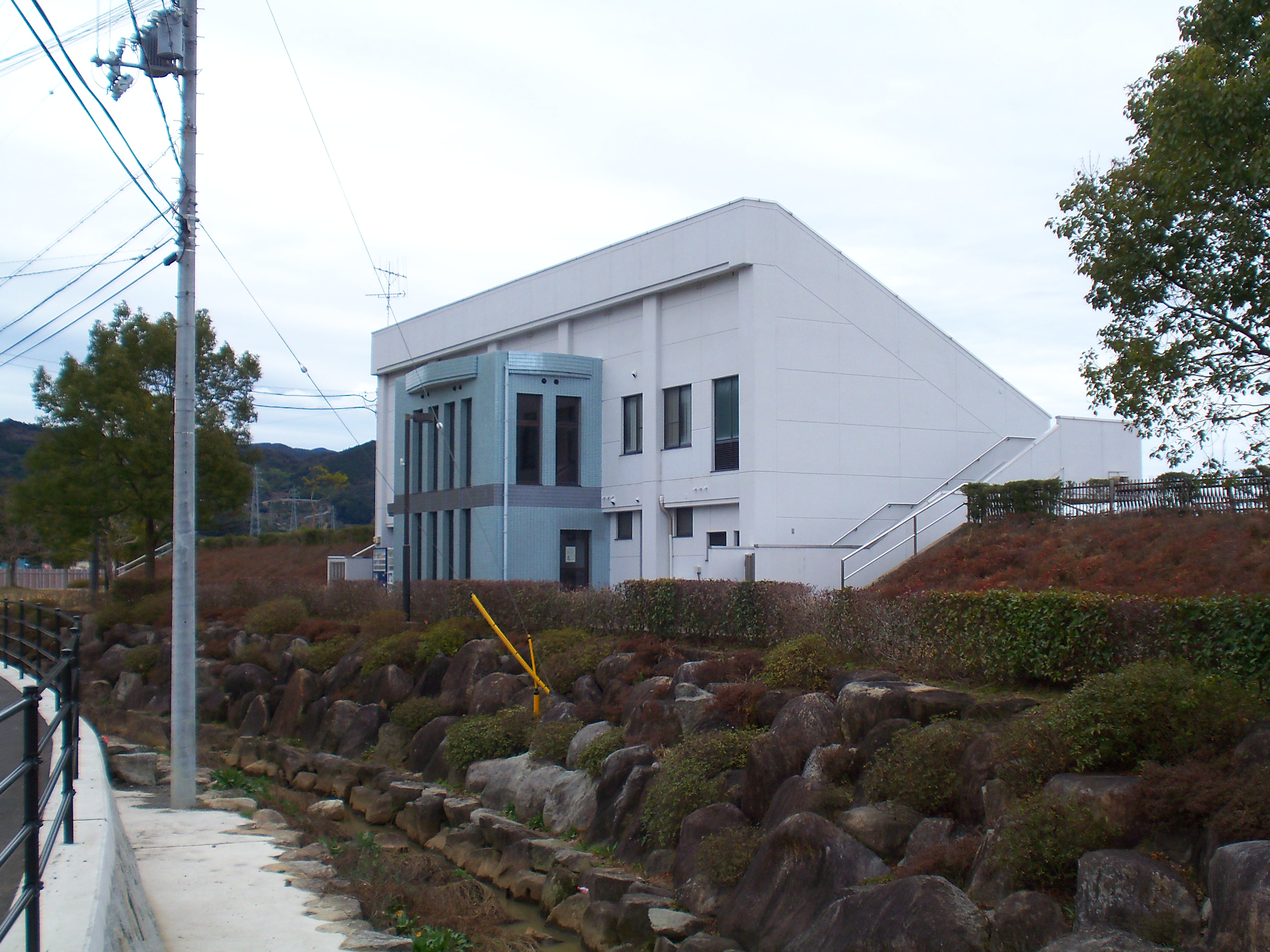
山崎運動公園多目的グラウンド。

### 通過する自治体
- 三重県
  - 南牟婁郡紀宝町 - 南牟婁郡御浜町 - 熊野市

### 交差する道路
| 交差する道路                                 | 市町村名 | 市町村名 | 交差する場所 | 交差する場所              |
| -------------------------------------------- | -------- | -------- | ------------ | ------------------------- |
| 三重県道35号紀宝川瀬線                       | 南牟婁郡 | 紀宝町   | 鵜殿         | 平島交差点 / 起点         |
| 国道42号                                     | 南牟婁郡 | 紀宝町   | 井田         | 上野交差点                |
| 三重県道35号紀宝川瀬線 重複区間起点          | 南牟婁郡 | 紀宝町   | 大里         |                           |
| 三重県道35号紀宝川瀬線 重複区間終点          | 南牟婁郡 | 紀宝町   | 井内         |                           |
| 三重県道62号御浜紀和線                       | 南牟婁郡 | 御浜町   | 大字中立     | 中立交差点                |
| 三重県道739号上市木市木停車場線 重複区間起点 | 南牟婁郡 | 御浜町   | 大字上市木   |                           |
| 三重県道739号上市木市木停車場線 重複区間終点 | 南牟婁郡 | 御浜町   | 大字上市木   | 上市木交差点              |
| 三重県道・和歌山県道52号御浜北山線           | 南牟婁郡 | 御浜町   | 大字志原     | 東里交差点                |
| 国道311号                                    | 熊野市   | 熊野市   | 有馬町       | 矢田交差点                |
| 三重県道34号七色峡線                         | 熊野市   | 熊野市   | 井戸町       | 熊野警察署前交差点 / 終点 |

### 交差する鉄道
- 紀勢本線

### 沿線
- JR東海紀勢本線
  - 鵜殿駅 - 有井駅
- 紀宝警察署
- 紀宝町立神内小学校
- 寺谷総合運動公園
- 山崎運動公園
- 三交南紀交通
- 熊野警察署
- イオン熊野店
- 三重県熊野庁舎